# Авитохол (нос)
Авитохол (на английски: Avitohol Point) е морски нос в Антарктика.
Намира се от западната страна на входа в залива Скравена на северния бряг на остров Ливингстън, вдаващ се 1,15 км в залива Хироу на протока Дрейк и отделящ ледник Берковица на северозапад от ледник Тунджа на югоизток. Разположен е на 3 км североизточно от връх Сноу, 9,6 км на запад-югозапад от нос Сидънс и 14,6 км югоизточно от нос Ширеф. Образуван е от разклонение на връх Сноу и е оформен в резултат на отдръпването на ледената шапка на острова в края на ХХ и началото на ХХІ век.
Координатите му са: 62°33′54″ ю. ш. 60°37′05″ з. д. / 62.565° ю. ш. 60.618056° з. д..
Наименуван на легендарния български владетел кан Авитохол от летописа „Именник на българските канове“ от 8 век, положил основите на българската държавност през 165 година. Името е официално дадено на 11 април 2005 г.
Картографиране испанско от 1991 г., българско от 2005 г. и 2009 г.

## Карти
- L.L. Ivanov et al, Antarctica: Livingston Island, South Shetland Islands (from English Strait to Morton Strait, with illustrations and ice-cover distribution), 1:100000 scale topographic map, Antarctic Place-names Commission of Bulgaria, Sofia, 2005
- Л. Иванов. Антарктика: Остров Ливингстън и острови Гринуич, Робърт, Сноу и Смит. Топографска карта в мащаб 1:120000. Троян: Фондация Манфред Вьорнер, 2009. ISBN 978-954-92032-4-0
- Л. Иванов. Карта на остров Ливингстън. В: Иванов, Л. и Н. Иванова. Антарктика: Природа, история, усвояване, географски имена и българско участие. София: Фондация Манфред Вьорнер, 2014. с. 18 – 19. ISBN 978-619-90008-1-6
- L.L. Ivanov. Antarctica: Livingston Island and Smith Island. Scale 1:100000 topographic map. Manfred Wörner Foundation, 2017. ISBN 978-619-90008-3-0